# Taeniogyrus inexspectatus
Taeniogyrus inexspectatus is een zeekomkommer uit de familie Chiridotidae.
De wetenschappelijke naam van de soort werd in 1989 gepubliceerd door Smirnov.